# Julio Alcorsé
Julio César Alcorsé (* 17. September 1981 in Santa Fe) ist ein ehemaliger argentinischer Fußballspieler, der als Stürmer für Vereine in Malta und in Indonesien spielte.

## Karriere
Nach Stationen bei seinem Heimatklub Santa Fe und in Entela begann Alcorsé seine Profikarriere 2000 beim argentinischen Spitzenklub Boca Juniors. Dort kam er allerdings nur ein einziges Mal zum Einsatz und veränderte sich daher in die Schweiz zum FC Luzern. In der Spielzeit 2001/02 lief er 14-mal für den Verein auf, der auch dank den vier Treffern des Argentiniers den Klassenerhalt sicherte. Trotzdem kehrte er nach nur einem Jahr wieder in seine Heimat zum Club Almirante Brown zurück. Aber auch hier blieb er nur eine Saison, bevor er zu Deportivo Morón ging, für das er in acht Einsätzen einmal erfolgreich war. 2004 wechselte er erneut, dieses Mal zu Unión La Calera, für das er zwei Tore erzielte. Seine bislang erfolgreichste Spielzeit erlebte er 2005/06, als er für Belgrano zwölf Treffer in 16 Partien markieren konnte. Erneut orientierte sich Alcorsé neu und schloss sich Deportivo Roca an. Hier kam er zwar nur viermal zum Einsatz, erzielte aber drei Treffer.
Anschließend verließ er seine Heimat Argentinien erneut in Richtung Europa und spielte fortan auf Malta. Bei den Hibernians Paola konnte er sich noch nicht ganz als Stammspieler durchsetzen und wurde deshalb für die zweite Saisonhälfte an den FC Marsaxlokk ausgeliehen, dem er mit zehn Toren zur Vizemeisterschaft verhalf. Daher lieh in Marsaxlokk für eine weitere Spielzeit aus, und wieder bewies Alcorsé mit nun 17 Toren in nur 20 Spielen seine Treffsicherheit. Seine guten Leistungen brachten ihm für 2009 einen Vertrag in der ersten Fußballliga von Paraguay beim Club Guaraní, wo er sich allerdings nicht durchsetzen konnte und daher erneut nach Malta zu den Sliema Wanderers verliehen wurde. Im Januar 2010 gab er sein Comeback auf der Mittelmeerinsel. Für die Spielzeit 2010/11 kehrte er zu seinem alten Klub FC Marsaxlokk zurück. Nachdem ein Jahr später sein Vertrag mit dem FC Floriana nach nur zwei Wochen wieder aufgelöste wurde, verließ er die Mittelmeerinsel und schloss sich dem indonesischen Erstligisten PSMS Medan an. In Indonesien spielte Alcorsé in den Folgesaisons für Persibo Bojonegoro, Persijap Jepara und PSIS Semarang. Zum Abschluss seiner Karriere ging er nochmal zu den Sliema Wanderers zurück und beendete 2016 seine Karriere.